# Friedrich Paulmann (Kameramann)
Friedrich Eduard Heinrich Paulmann (* 8. November 1878 in Hannover; † 10. März 1958 in Berlin) war ein deutscher Kameramann und Dokumentarfilm-Produzent.

## Leben und Wirken
Paulmann ging in seiner Heimatstadt Hannover zur Schule und erhielt seine Berufsausbildung bei mehreren Fotografen. Von 1893 bis 1897 ging er im Atelier Carl Thies in Hannover in die Lehre. Im Atelier Kolberg sammelte er anschließend praktischen Erfahrungen als Gehilfe. Im Alter von 19 Jahren ging Friedrich Paulmann nach Berlin und bildete sich als Gehilfe im Photographie-Atelier Rückwardt fort. Für theoretische Unterweisung besuchte der Hannoveraner anschließend für eineindrittel Jahre in Berlin das Königliche Kunstgewerbe-Museum und die Akademische Hochschule für bildende Künste. Zur Jahrtausendwende war Paulmann als Kupfer-Retuscheur bei einem Kunsthändler angestellt und erwarb dort Kenntnisse, die er 1901 als Foto-Retuscheur bei der „Neuen Photographischen Gesellschaft“ anwenden konnte. Weitere Anstellungen als Fotogehilfe oder -assistent sollten folgen. Paulmanns nächste Station war 1903 die Firma „Meisenbach Riffarth & Co. AG“, wo er erneut als Kupfer-Retuscheur wirkte. Seit März 1914 arbeitete er anderthalb Jahre lang als Spezialist für die Tiefdruck-Retusche bei dem Druckereiunternehmen Rotophot AG für Graphische Industrie in Berlin. Im September 1915 wurde Friedrich Paulmann zum Kriegsdienst eingezogen. Anschließend kehrte er zu seinem letzten zivilen Arbeitgeber zurück. Mit Ende des Ersten Weltkriegs wandte sich Paulmann der Kinematographie zu.
Im November 1918 begann Paulmann seine Tätigkeit als Kinofilmkopierer und -entwickler für die „Excelsior“ Film & Kopieranstalt. Dadurch gelang ihm im Mai 1919 der Einstieg ins Filmgeschäft, als man ihn in Neubabelsberg als Kameramann von Unterhaltungsfilmen verpflichtete. Friedrich Paulmanns Spielfilmkarriere währte lediglich ein halbes Kinojahrzehnt, als er, zumeist arrivierteren Bildgestaltern untergeordnet, in der ersten Hälfte der 1920er Jahre eine Reihe meist minder wichtige Produktionen fotografierte, aber auch zwei von vier Teilen des äußerst aufwendigen historischen Bilderbogens Fridericus Rex, wo Paulmann unter der Leitung Guido Seebers wirkte. Zu den von ihm fotografierten Leinwandstars jener Jahre gehörten neben Fridericus-Star Otto Gebühr auch Ossi Oswalda, für deren Produktionsfirma er kurzzeitig arbeitete, Emil Jannings und Ressel Orla. Paulmann stand aber auch in Diensten der Gervid Film der Dokumentarfilmproduzentin Gertrud Davids, über die Paulmann Kontakte zum Dokumentarfilm knüpfte. Die UFA holte ihn daraufhin 1924 zu den beiden ambitionierten Kulturfilmen Wunder der Schöpfung und Wege zu Kraft und Schönheit.
1927 reiste Friedrich Paulmann erstmals nach Ostafrika, um dort im Auftrag von Leipziger, Berliner und Herrnhuter Missionsgesellschaften Filmaufnahmen für Missionsfilme anzufertigen. Im darauf folgenden Jahr 1928 stellte er gemeinsam mit Ernö Metzner die Aufnahmen für den Afrika-Missionsfilm Kehre wieder, Afrika! zusammen. In der Umbruchszeit vom Stumm- zum Tonfilm folgten weitere Filmexpeditionen, die Paulmann diesmal nach China und Indien führten. 1930 machte er sich selbstständig und gründete seine eigene Photo- und Film-Produktionsgesellschaft in Berlin-Steglitz, die unter anderem Kultur- und Werbefilme herstellte. Dadurch wurde er zur unmittelbaren Konkurrentin seiner einstigen Arbeitgeberin David, da auch seine Auftraggeber evangelische Filmstellen waren. Paulmanns letzte dokumentierte Produktionen entstanden 1936/37, danach lassen sich keine weiteren Arbeiten mehr feststellen. Paulmanns kleine Firma befasste sich auch mit der Herstellung sogenannter „Comenius Bildbände“.

## Filmografie
bis 1924 Kameramann beim Spielfilm, danach beim Dokumentarfilm:
- 1920: Ede & Co.
- 1921: Der Eisenbahnkönig (2 Teile)
- 1921: Karlchen auf der Wanderschaft
- 1922: Der blinde Passagier
- 1922: Othello
- 1922: Fridericus Rex: Sanssouci
- 1922: Fridericus Rex: Schicksalswende
- 1923: Frau Schlange
- 1923: Das Milliardensouper
- 1925: Wege zu Kraft und Schönheit
- 1925: Wunder der Schöpfung
- 1927: Zwei Akte Sport im Bild
- 1929: Kehre wieder, Afrika!
- 1930: Yülan, ein Bild aus dem chinesischen Frauenleben (auch Regie)
- 1936: Im Kampf mit der Not (Produktion)
- 1937: Die Hummelsburger Anstalten (Produktion)